# Auboncourt-Vauzelles
Auboncourt-Vauzelles és un municipi francès situat al departament de les Ardenes i a la regió del Gran Est. L'any 2007 tenia 105 habitants.

## Demografia

### Població
El 2007 la població de fet d'Auboncourt-Vauzelles era de 105 persones. Hi havia 36 famílies de les quals 8 eren unipersonals (8 dones vivint soles i 8 dones vivint soles), 8 parelles sense fills i 20 parelles amb fills.
La població ha evolucionat segons el següent gràfic:
Habitants censats

### Habitatges
El 2007 hi havia 42 habitatges, 37 eren l'habitatge principal de la família, 2 eren segones residències i 3 estaven desocupats. Tots els 42 habitatges eren cases. Dels 37 habitatges principals, 32 estaven ocupats pels seus propietaris, 3 estaven llogats i ocupats pels llogaters i 2 estaven cedits a títol gratuït; 2 tenien dues cambres, 2 en tenien tres, 2 en tenien quatre i 30 en tenien cinc o més. 26 habitatges disposaven pel capbaix d'una plaça de pàrquing. A 17 habitatges hi havia un automòbil i a 17 n'hi havia dos o més.

### Piràmide de població
La piràmide de població per edats i sexe el 2009 era:
| Homes | Edats   | Dones |
| ----- | ------- | ----- |
| 0     | 95 o +  | 0     |
| 0     | 90 a 94 | 0     |
| 0     | 85 a 89 | 0     |
| 0     | 80 a 84 | 0     |
| 4     | 75 a 79 | 4     |
| 0     | 70 a 74 | 0     |
| 0     | 65 a 69 | 0     |
| 0     | 60 a 64 | 4     |
| 4     | 55 a 59 | 4     |
| 4     | 50 a 54 | 4     |
| 0     | 45 a 49 | 0     |
| 8     | 40 a 44 | 0     |
| 0     | 35 a 39 | 8     |
| 4     | 30 a 34 | 0     |
| 0     | 25 a 29 | 4     |
| 4     | 20 a 24 | 4     |
| 0     | 15 a 19 | 8     |
| 4     | 10 a 14 | 4     |
| 0     | 5 a 9   | 0     |
| 0     | 0 a 4   | 8     |

## Economia
El 2007 la població en edat de treballar era de 64 persones, 45 eren actives i 19 eren inactives. De les 45 persones actives 44 estaven ocupades (27 homes i 17 dones) i 1 aturada (1 home). De les 19 persones inactives 6 estaven jubilades, 6 estaven estudiant i 7 estaven classificades com a «altres inactius».
Activitats econòmiques
L'únic establiment que hi havia el 2007 era d'una empresa de serveis.
L'any 2000 a Auboncourt-Vauzelles hi havia 4 explotacions agrícoles.

## Poblacions properes
El següent diagrama mostra les poblacions més properes.